# Carl Friedrich Wilhelm Claus

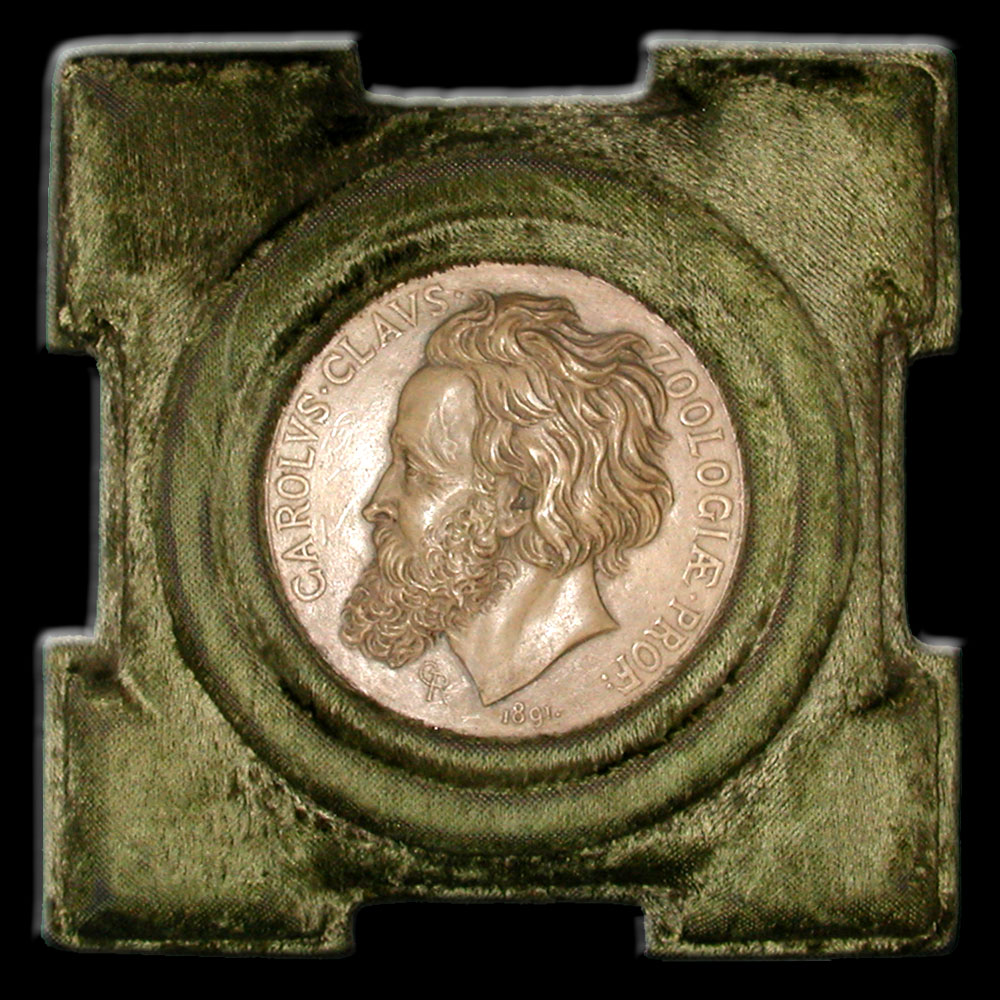
Carl Friedrich Wilhelm Claus (1891)

Carl Friedrich Wilhelm Claus (Kassel, 2 januari 1835 – Wenen, 18 januari 1899) was een Duitse zoöloog.
Hij studeerde in Marburg en in Giessen bij Rudolf Leuckart (1822-1898). Daarna gaf hij les in Marburg, in Würzburg, in Göttingen en in Wenen. Hij leidde ook het zee-zoölogisch station van Triëst.
Claus was gespecialiseerd in de schaaldieren en hij is dan ook de stichter van de moderne classificatie en taxonomie van die groep.
- Bibsys: 90208847
- Biblioteca Nacional de España: XX1239925
- Bibliothèque nationale de France: cb10212344n (data)
- Catàleg d'autoritats de noms i títols de Catalunya: 981058523799406706
- CiNii: DA0308209X
- Stuttgart Database of Scientific Illustrators 1450–1950: 5480
- Gemeinsame Normdatei: 116539585
- International Standard Name Identifier: 0000 0001 0915 0513
- Library of Congress Control Number: nr00018906
- Nationale Bibliotheek van Tsjechië: mub2010583104
- Nationale bibliotheek van Australië: 35290096
- Nationale Bibliotheek van Israël: 987007461479605171
- Nationale Bibliotheek van Polen: a0000002086761
- Nederlandse Thesaurus van Auteursnamen: 067563791
- Réseau des bibliothèques de Suisse occidentale: 02-A003110120
- Istituto Centrale per il Catalogo Unico: UFIV067844
- SNAC: w6j97f4q
- Système universitaire de documentation: 087567911
- Trove: 899408
- Virtual International Authority File: 73842148
- WorldCat: E39PBJgHgFhx9CFhkmQBhVkhpP